# Lutzomyia pennyi
Lutzomyia pennyi är en tvåvingeart som beskrevs av Arias J. R., Freitas R. A. 1981. Lutzomyia pennyi ingår i släktet Lutzomyia och familjen fjärilsmyggor. Inga underarter finns listade i Catalogue of Life.